# Jefferson (Caroline du Nord)
Pour les articles homonymes, voir Jefferson.
La ville de Jefferson est le siège du comté d'Ashe, situé en Caroline du Nord, aux États-Unis.

## Histoire
En 1799, l'Assemblée générale de Caroline du Nord crée une commission spéciale chargée de trouver un siège pour le comté d'Ashe. La commission achète 50 acres de terrain, pour la somme de 100 $, pour former la ville de Jeffersonton, nommée dans les actes de la ville, Jefferson à partir de 1818. C'est l'une des premières localités du pays à porter le nom de Thomas Jefferson, vice-président des États-Unis en 1799.
La ville de Jefferson est créée, en 1803, par l'Assemblée générale de Caroline du Nord et devient une ville incorporée en 1854-1855. Le bureau de poste est créé en janvier 1803 sous le nom de Jeffersonton, il garde ce nom jusqu'en 1834 avant de prendre celui de Jefferson.
Le palais de justice du comté d'Ashe et le barrage à poissons Poe Fish Weir sont inscrits au Registre national des lieux historiques.

## Géographie
Selon le Bureau du recensement des États-Unis, la ville a une superficie totale de 5,4 km2, dont 0,01 km2, soit 0,20 %, est constitué d'eau. La rivière New, qui fait partie du bassin versant de la rivière Ohio  et qui est l'une des rivières les plus anciennes d'Amérique du Nord, coule à travers la ville.

## Démographie
Lors du recensement de 2000, la ville comptait 1 422 habitants, 582 ménages et 334 familles. Lors de celui de 2020, Jefferson compte 1 622 personnes, 615 ménages et 340 familles résidant dans la commune.